# سولومون بيرنبوم
سولومون بيرنبوم (بالألمانية: Solomon Birnbaum)‏ هو لغوي نمساوي، ولد في 24 ديسمبر 1891 في فيينا في النمسا، وتوفي في 28 ديسمبر 1989 في تورونتو في كندا.